# Bactrocera discipennis
Bactrocera discipennis är en tvåvingeart som först beskrevs av Walker 1861.  Bactrocera discipennis ingår i släktet Bactrocera och familjen borrflugor. Inga underarter finns listade.